# Waverley-Fall-River-Beaver-Bank
Circonscription électorale provinciale du Canada
Waverley-Fall-River-Beaver-Bank est une circonscription électorale provinciale de la province canadienne de la Nouvelle-Écosse, afin d'élire un seul député à la Chambre d'Assemblée. 

## Liste des députés
|  | Gary Hines (en)  | Progressiste-conservateur | 2003 - 2006 |
|  | Percy Paris (en) | NPD                       | 2006 - 2009 |
|  | Percy Paris (en) | NPD                       | 2009 - 2013 |
|  | Bill Horne       | Libéral                   | Depuis 2013 |